# Rifugio Mombarone
Il rifugio Mombarone è un rifugio situato al confine tra i comuni biellesi di Graglia e di Donato, a breve distanza dalla vetta della Colma di Mombarone. a 2.312 metri di quota.

## Caratteristiche e informazioni
Oltre al pernottamento (25 posti letto d'estate, locale invernale da 6 posti) il rifugio offre una cucina casalinga con ricette tradizionali e materie prime anche di propria produzione.

## Accessi
Uno dei principali accessi al rifugio è il sentiero B7 con partenza dal Colle San Carlo, a monte di Graglia. Tale percorso, molto panoramico, tocca dapprima l'Alpe Amburnero di Sopra, quindi il Bric Paglie e infine si snoda in gran parte sul versante Elvo fino al rifugio.
È anche possibile salire, sempre per sentiero, dal versante Lys (località Santa Margherita di Lillianes), dal versante Dora Canavesana (località Trovinasse, a monte di Settimo Vittone) nonché dal versante Viona, con partenza da San Giacomo di Andrate.

## Ascensioni e traversate
Oltre che per la salita alla Colma di Mombarone il rifugio è un utile punto di appoggio per numerosi itinerari escursionistici che interessano il Canavese, il Biellese e la valle del Lys. Esso è inoltre collocato lungo il percorso dell'Alta via delle Alpi Biellesi.

## Skyrunning
Il rifugio rappresenta il punto di arrivo per la corsa in montagna Santuario di Graglia - Rifugio Mombarone (9 km per 1.500 metri di dislivello positivo), giunta nel 2011 alla sua 35ª edizione.
Accanto all'edificio transita anche la gara Ivrea - Mombarone, che termina invece sulla cima della Colma di Mombarone; si tratta di una delle competizioni podistiche più dure e rinomate del Piemonte, con uno sviluppo di più di 20 km ed un dislivello positivo di circa 2.100 metri.

## Cartografia
- Carta dei sentieri e dei rifugi scala 1:50.000 n. 9 Ivrea Biella Bassa Valle d'Aosta, Istituto Geografico Centrale, Torino
- Carta dei sentieri della provincia di Biella 1:25.000, Provincia di Biella, 2004